# 浮文字新人獎
浮文字新人獎，是尖端出版所舉辦的小說徵文比賽，以尖端出版輕小說書系《浮文字》得名。
2015年，改制原創小說大賞。

## 比賽項目
- 輕小說（第一屆起）
- 藍月小說（第三屆起）
- 驚悚小說（第七屆）
- 夢小說（第七屆）

## 歷屆獲獎作品
第1屆（2007年2月2日頒獎）
佳作：《神州王》（作者：沙承垚）、《RE：》（作者：李承霖）、《紅花樓之謎》（作者：李柏青）、《怪力十七》（作者：黃洋達）
其他獎項從缺。
第2屆（2008年8月13日頒獎）
大獎：《烏栖曲》（作者：無患子（彭千華））
優秀獎：《空手而歸的賊》（作者：李柏青）
佳作：《惡夢》（作者：小山羊（王君儀））、《寂寞的預感》（作者：湖南蟲（李振豪））
| 龍騎兵的防禦工事 （作者：非瓴 、插畫：兔塚英志） ISBN 978-957-10-4543-6   | 鴉之聲 （作者：IROYI.h 、插畫：Senmu） ISBN 978-957-10-4537-5        | —                                                                                      |                                                                 |                                                                            |
| 藍月小說                                                                  | 金獎                                                                 | 銀獎                                                                                   | 佳作                                                            |                                                                            |
| 藍月小說                                                                  | 賭牌‧迷信愛情 （作者：觀止 、插畫：大和名瀨） ISBN 978-957-10-4538-2 | 初戀櫻時～ First Love ～ （作者：白芸（WHITE） 、插畫：高槻登） ISBN 978-957-10-4548-1 | 光纖與大叔 （作者：SLOTH 、插畫：Leila） ISBN 978-957-10-4544-3 |                                                                            |
| 第4屆（2012年6月）                                                        | 輕小說                                                               | 金獎                                                                                   | 銀獎                                                            | 佳作                                                                       |
| 第4屆（2012年6月）                                                        | 輕小說                                                               | 零壹世界與眼鏡視界 （作者：蒼我、插畫：泰） ISBN 978-957-10-4894-9                     | 七重夜 （作者：關兮 、插畫：BUNBUN） ISBN 978-957-10-4870-3     | —                                                                          |
| 第4屆（2012年6月）                                                        | 藍月小說                                                             | 金獎                                                                                   | 銀獎                                                            | 佳作                                                                       |
| 第4屆（2012年6月）                                                        | 藍月小說                                                             | —                                                                                      | —                                                               | 我與Mr.Angel （作者：四絃 、插畫：貓樹） ISBN 978-957-10-4869-7            |
| 第4屆（2012年6月）                                                        | 藍月小說                                                             | —                                                                                      | —                                                               | 羔羊的聖光 （作者：天海璁 、插畫：Leila） ISBN 978-957-10-4878-9           |
| 第4屆（2012年6月）                                                        | 藍月小說                                                             | —                                                                                      | —                                                               | 戀愛幾何學Last Kiss （作者：流星雨 、插畫：原若森） ISBN 978-957-10-4892-5 |
| 第5屆（2013年6月）                                                        | 輕小說                                                               | 金獎                                                                                   | 銀獎                                                            | 佳作                                                                       |
| 第5屆（2013年6月）                                                        | 輕小說                                                               | —                                                                                      | 城隍異聞錄 （作者：千紙 、插畫：kona） ISBN 978-957-10-5163-5   | 來革命吧！覆盆子 （作者：雷明 、插畫：shinia） ISBN 978-957-10-5259-5      |
| 第5屆（2013年6月）                                                        | 輕小說                                                               | —                                                                                      | 蔚藍之遮 （作者：意外 、插畫：H2SO4） ISBN 978-957-10-5267-0    | 謊言悖論 （作者：墨宇 潾 、插畫：ull） ISBN 978-957-10-5237-3              |
| 第5屆（2013年6月）                                                        | 藍月小說                                                             | 金獎                                                                                   | 銀獎                                                            | 佳作                                                                       |
| 第5屆（2013年6月）                                                        | 藍月小說                                                             | —                                                                                      | —                                                               | 極惡綁票令 （作者：西顧 、插畫：Leila） ISBN 978-957-10-5251-9             |
| 第5屆（2013年6月）                                                        | 藍月小說                                                             | —                                                                                      | —                                                               | 青鳥飛過之處 （作者：傾城無色 、插畫：九月紫） ISBN 978-957-10-5252-6      |
| 天京夢華錄之絳痕血淚 （作者：東方紅 、插畫：默犬） ISBN 978-957-10-5266-3 | 藍月小說                                                             | —                                                                                      | —                                                               |                                                                            |
| 第6屆（2014年6月）                                                        | 輕小說                                                               | 金獎                                                                                   | 銀獎                                                            | 佳作                                                                       |
| 第6屆（2014年6月）                                                        | 輕小說                                                               | 字靈 （作者：瑞德）                                                                    | 龍之巫女希梅兒的奮鬥 （作者：陽炎）                             | —                                                                          |
| 第6屆（2014年6月）                                                        | 藍月小說                                                             | 金獎                                                                                   | 銀獎                                                            | 佳作                                                                       |
| 第6屆（2014年6月）                                                        | 藍月小說                                                             | —                                                                                      | —                                                               | 空氣戀人 （作者：m.貓子）                                                  |
| 第6屆（2014年6月）                                                        | 藍月小說                                                             | —                                                                                      | —                                                               | 119 消防中心 （作者：Salun）                                               |
| 第7屆（2015年6月）                                                        | 輕小說                                                               | 金獎                                                                                   | 銀獎                                                            | 佳作                                                                       |
| 第7屆（2015年6月）                                                        | 輕小說                                                               | —                                                                                      | 歡迎來到NPC社 （作者：小白臉）                                  | 與外星女孩締結的君臣關係？ （作者：語雨）                                  |
| 第7屆（2015年6月）                                                        | 輕小說                                                               | —                                                                                      | 四針時計 （作者：某宅警備員）                                   | 與外星女孩締結的君臣關係？ （作者：語雨）                                  |
| 第7屆（2015年6月）                                                        | 藍月小說                                                             | 金獎                                                                                   | 銀獎                                                            | 佳作                                                                       |
| 第7屆（2015年6月）                                                        | 藍月小說                                                             | —                                                                                      | —                                                               | 鋼鐵仁與小辣椒 （作者：子陽）                                              |
| 第7屆（2015年6月）                                                        | 藍月小說                                                             | —                                                                                      | —                                                               | 藍珍珠法式餐館 （作者：玉若緣）                                            |
| 第7屆（2015年6月）                                                        |                                                                      | 金獎                                                                                   | 銀獎                                                            | 評審特別獎                                                                 |
| 第7屆（2015年6月）                                                        | 驚悚小說                                                             | —                                                                                      | —                                                               | 恐懼之源 （作者：慕語）                                                    |

## 外部連結
- 第三屆浮文字新人獎 （页面存档备份，存于）
- 第四屆浮文字新人獎 （页面存档备份，存于）
- 第五屆浮文字新人獎 （页面存档备份，存于）
- 第六屆浮文字新人獎 （页面存档备份，存于）
- 第七屆浮文字新人獎 （页面存档备份，存于）